# Allineuc
Allineuc [alinœk] est une commune française du département des Côtes-d'Armor, en région Bretagne, située en Argoat.

## Géographie

### Localisation
| Le Bodéo | Plœuc-L'Hermitage | Plœuc-L'Hermitage |
|          | Allineuc          | Plœuc-L'Hermitage |
| Merléac  | Uzel              |                   |

### Géographie physique
| - Carte topographique de la commune d'Allineuc. |

### Hydrographie
Pour un article plus général, voir Réseau hydrographique des Côtes-d'Armor.
La commune est située dans le bassin Loire-Bretagne. Elle est drainée par l'Oust, le ruisseau le Mézel et le Mottay,,.
L'Oust, d'une longueur de 145 km, prend sa source dans la commune de La Harmoye et se jette  dans la Vilaine à Rieux, après avoir traversé 46 communes. 
Un plan d'eau complète le réseau hydrographique : l'étang de Bosméléac, d'une superficie totale de 59,2 ha (15,26 ha sur la commune),.

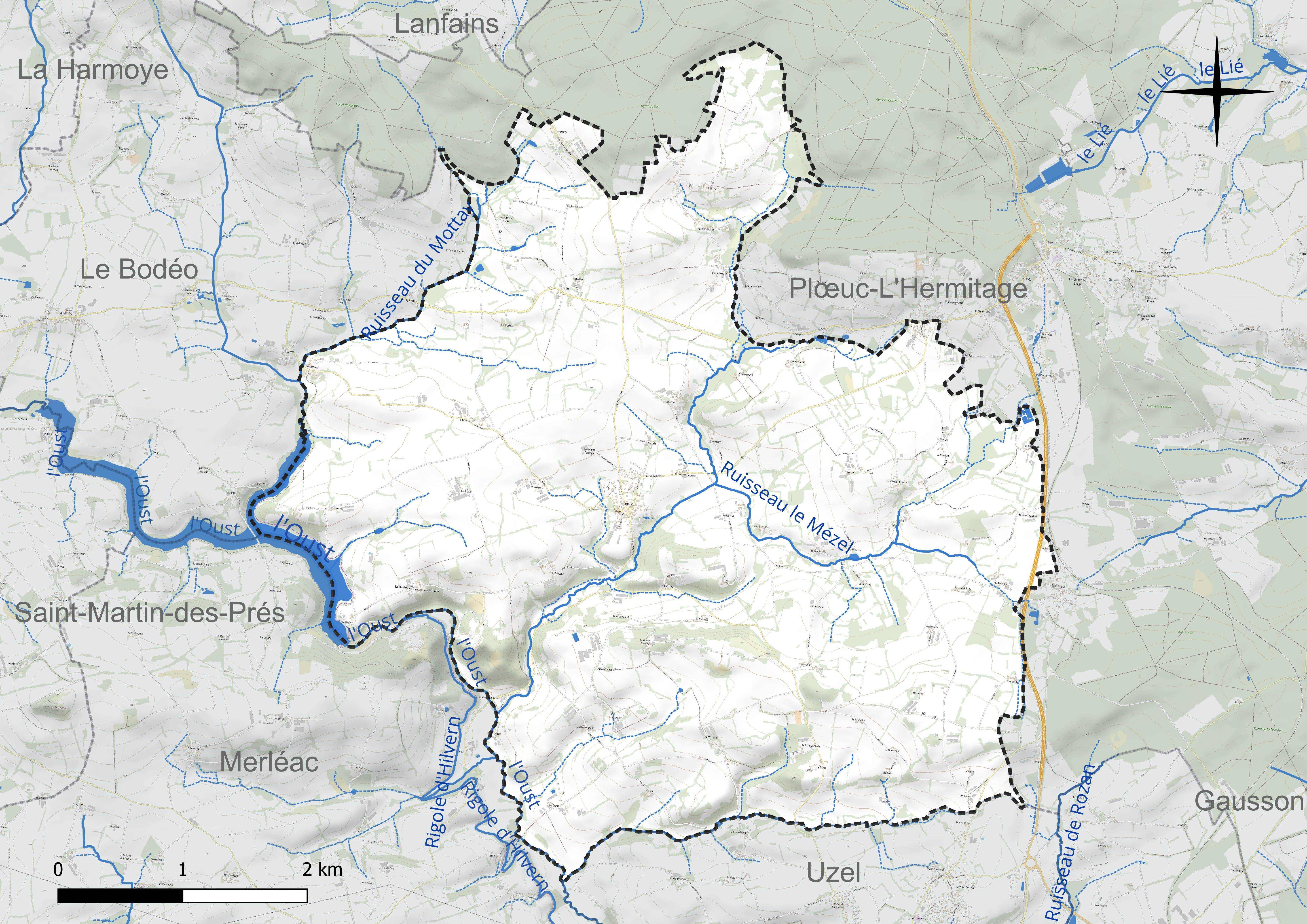
Réseau hydrographique d'Allineuc.

### Climat
Pour des articles plus généraux, voir Climat de la Bretagne et Climat des Côtes-d'Armor.
En 2010, le climat de la commune est de type climat océanique franc, selon une étude du CNRS s'appuyant sur une série de données couvrant la période 1971-2000. En 2020, Météo-France publie une typologie des climats de la France métropolitaine dans laquelle la commune est exposée à un climat océanique et est dans la région climatique Finistère nord, caractérisée par une pluviométrie élevée, des températures douces en hiver (6 °C), fraîches en été et des vents forts. Parallèlement l'observatoire de l'environnement en Bretagne publie en 2020 un zonage climatique de la région Bretagne, s'appuyant sur des données de Météo-France de 2009. La commune est, selon ce zonage, dans la zone « Intérieur  », exposée à un climat médian, à dominante océanique.
Pour la période 1971-2000, la température annuelle moyenne est de 10,8 °C, avec une amplitude thermique annuelle de 11,5 °C. Le cumul annuel moyen de précipitations est de 941 mm, avec 14,4 jours de précipitations en janvier et 7,4 jours en juillet. Pour la période 1991-2020, la température moyenne annuelle observée sur la station météorologique la plus proche, située sur la commune de Plœuc-L'Hermitage à 9 km à vol d'oiseau, est de 11,1 °C et le cumul annuel moyen de précipitations est de 954,7 mm,. Pour l'avenir, les paramètres climatiques de la commune estimés pour 2050 selon différents scénarios d’émission de gaz à effet de serre sont consultables sur un site dédié publié par Météo-France en novembre 2022.

## Urbanisme

### Typologie
Au 1er janvier 2024, Allineuc est catégorisée commune rurale à habitat très dispersé, selon la nouvelle grille communale de densité à 7 niveaux définie par l'Insee en 2022.
Elle est située hors unité urbaine. Par ailleurs la commune fait partie de l'aire d'attraction de Saint-Brieuc, dont elle est une commune de la couronne,. Cette aire, qui regroupe 51 communes, est catégorisée dans les aires de 200 000 à moins de 700 000 habitants,.

### Occupation des sols
L'occupation des sols de la commune, telle qu'elle ressort de la base de données européenne d’occupation biophysique des sols Corine Land Cover (CLC), est marquée par l'importance des territoires agricoles (96,3 % en 2018), une proportion sensiblement équivalente à celle de 1990 (96,1 %). La répartition détaillée en 2018 est la suivante : terres arables (51,2 %), zones agricoles hétérogènes (32,3 %), prairies (12,8 %), forêts (2,3 %), eaux continentales (0,7 %), milieux à végétation arbustive et/ou herbacée (0,5 %), zones urbanisées (0,1 %). L'évolution de l'occupation des sols de la commune et de ses infrastructures peut être observée sur les différentes représentations cartographiques du territoire : la carte de Cassini (XVIIIe siècle), la carte d'état-major (1820-1866) et les cartes ou photos aériennes de l'IGN pour la période actuelle (1950 à aujourd'hui).

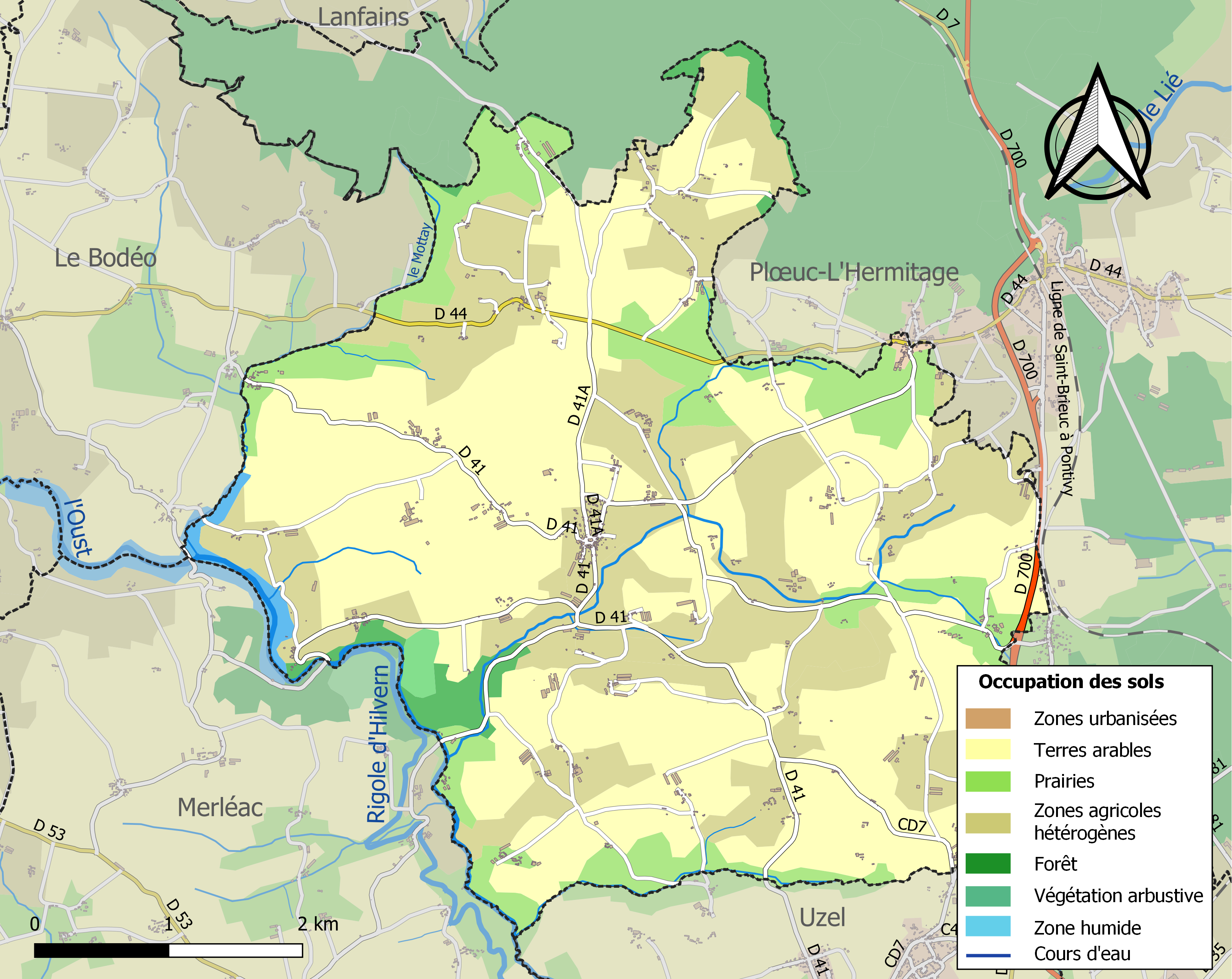
Carte des infrastructures et de l'occupation des sols de la commune en 2018 (CLC).

## Toponymie
Le nom de la localité est attesté sous la forme Alinoc vers 1330.
Son nom vient du breton al lineg qui signifie l'« endroit où l'on cultive le lin » (linière).
La prononciation du nom de la localité en gallo a été relevée sous la forme Allineu par Henri-François Buffet.
La prononciation du nom de la localité en breton a été relevée, à Corlay, sous la forme Alineug par Marsel Klerg.

## Histoire

### LeXXesiècle

#### Les guerres duXXesiècle
Le monument aux morts fait état de 60 soldats morts pour la Patrie :
- 60 sont morts durant la Première Guerre mondiale ;
- 5 sont morts durant la Seconde Guerre mondiale ;
- 1 est mort durant la guerre d'Algérie.

## Démographie
| 1793  | 1800  | 1806  | 1821  | 1831  | 1836  | 1841  | 1846  | 1851  |
| ----- | ----- | ----- | ----- | ----- | ----- | ----- | ----- | ----- |
| 2 713 | 2 462 | 2 307 | 2 291 | 2 533 | 2 571 | 2 411 | 2 434 | 2 224 |

| 1856  | 1861  | 1866  | 1872  | 1876  | 1881  | 1886  | 1891  | 1896  |
| ----- | ----- | ----- | ----- | ----- | ----- | ----- | ----- | ----- |
| 2 065 | 2 084 | 1 973 | 1 833 | 1 792 | 1 698 | 1 677 | 1 543 | 1 440 |

| 1901  | 1906  | 1911  | 1921  | 1926  | 1931  | 1936 | 1946  | 1954 |
| ----- | ----- | ----- | ----- | ----- | ----- | ---- | ----- | ---- |
| 1 321 | 1 374 | 1 277 | 1 153 | 1 074 | 1 037 | 979  | 1 003 | 938  |

| 1962 | 1968 | 1975 | 1982 | 1990 | 1999 | 2005 | 2006 | 2010 |
| ---- | ---- | ---- | ---- | ---- | ---- | ---- | ---- | ---- |
| 892  | 744  | 660  | 608  | 545  | 497  | 513  | 511  | 561  |

| 2015 | 2020 | 2022 | - | - | - | - | - | - |
| ---- | ---- | ---- | - | - | - | - | - | - |
| 586  | 596  | 592  | - | - | - | - | - | - |

Allineuc a perdu 78 % de sa population entre 1851 et 1999, passant de 2 224 à 497 habitants entre ces deux dates.

## Culture locale et patrimoine

### Lieux et monuments
- Église Saint-Pierre-et-Saint-Paul.
- Menhirs du Moulin de la Brousse : deux menhirs situés à environ 100 m l'un de l'autre, à 1 km au sud-ouest du bourg.

### Personnalités liées à la commune

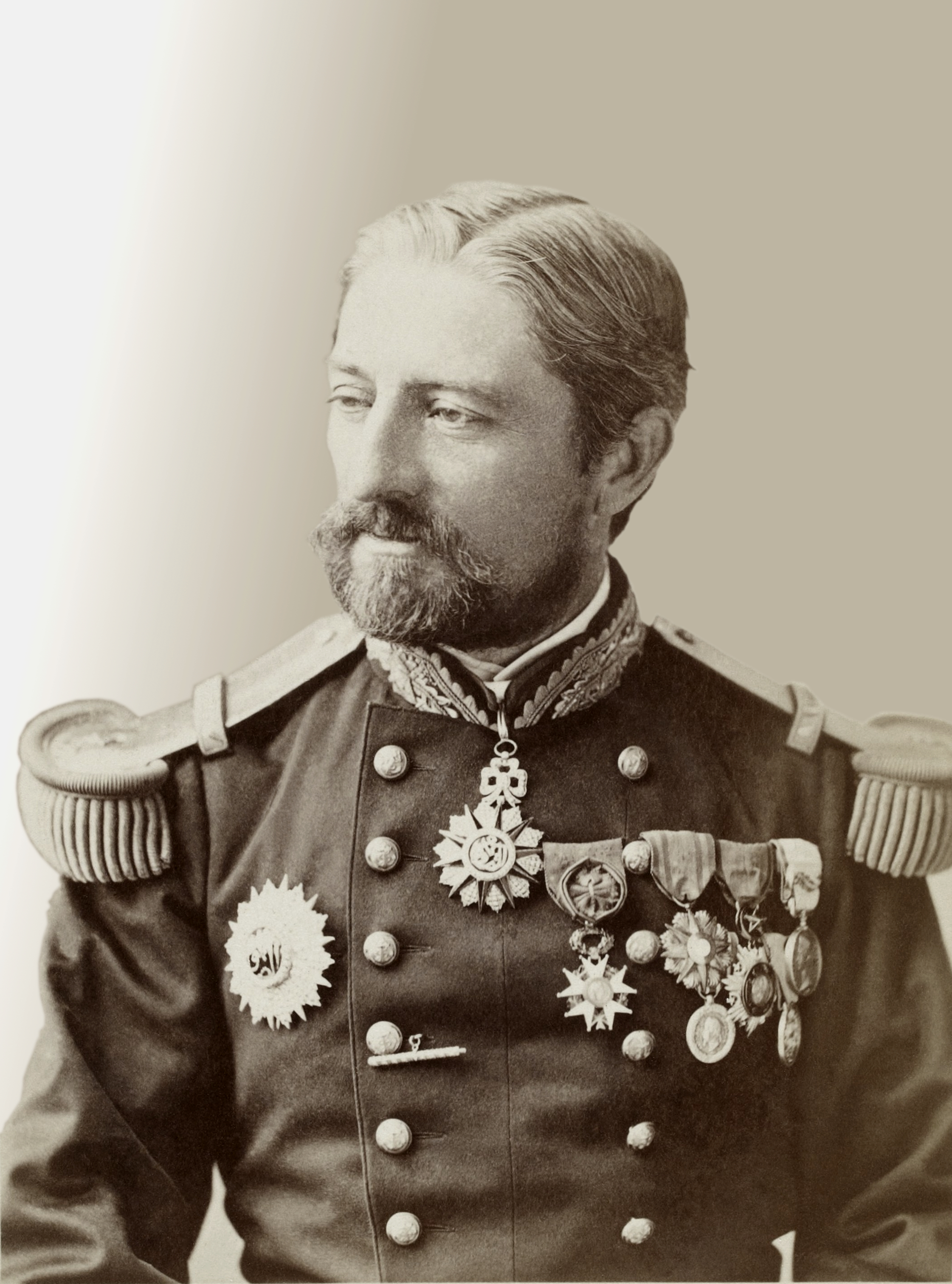
L'amiral Jules de Cuverville.

- Bertrand Le Toqueux, né à Allineuc le 31 août 1823, devient terrassier à Pantin. Il participe à la Commune de Paris en 1871. Il est condamné le 27 octobre 1871 à la déportation simple. Il meurt le 21 mars 1875 en déportation à l'Île des Pins en Nouvelle-Calédonie où il est enterré[28].
- Jules Marie Armand de Cavelier de Cuverville, né à Allineuc le 28 juillet 1834, amiral, chef d'état-major de la marine, puis sénateur du Finistère (Action libérale populaire) jusqu'à trois mois avant sa mort, survenue à Paris le 14 mars 1912, renversé par une voiture. Une île de l'Antarctique porte son nom.